# Raffaele Recca
Raffaele Recca (San Severo, 19 settembre 1900 – San Severo, 28 febbraio 1954) è stato un politico italiano.

## Biografia
Laureato in Giurisprudenza. Fece parte del Comitato di opposizione antifascista dal maggio 1943.
Esponente della Democrazia Cristiana, nel 1946 venne eletto all'Costituente, in seno alla quale effettuò tre interventi sul progetto di Costituzione della Repubblica Italiana, tutti sul Titolo V in merito alle Regioni e i Comuni. In particolare intervenne nella discussione generale il 4 giugno 1947 (ant., pag. 4432, 4436), nella discussione degli articoli dal 108-bis al 124 il 17 luglio 1947 (pom., pag. 5890) e in occasione dell'approvazione degli articoli 117, 118, 122, 125 il 4 dicembre 1947 (pom., pag. 2829).
Morì all'età di 53 anni il 28 febbraio 1954. In seguito in suo onore è stata intitolata una strada nel comune di San Severo.